# Vytautas Briedis

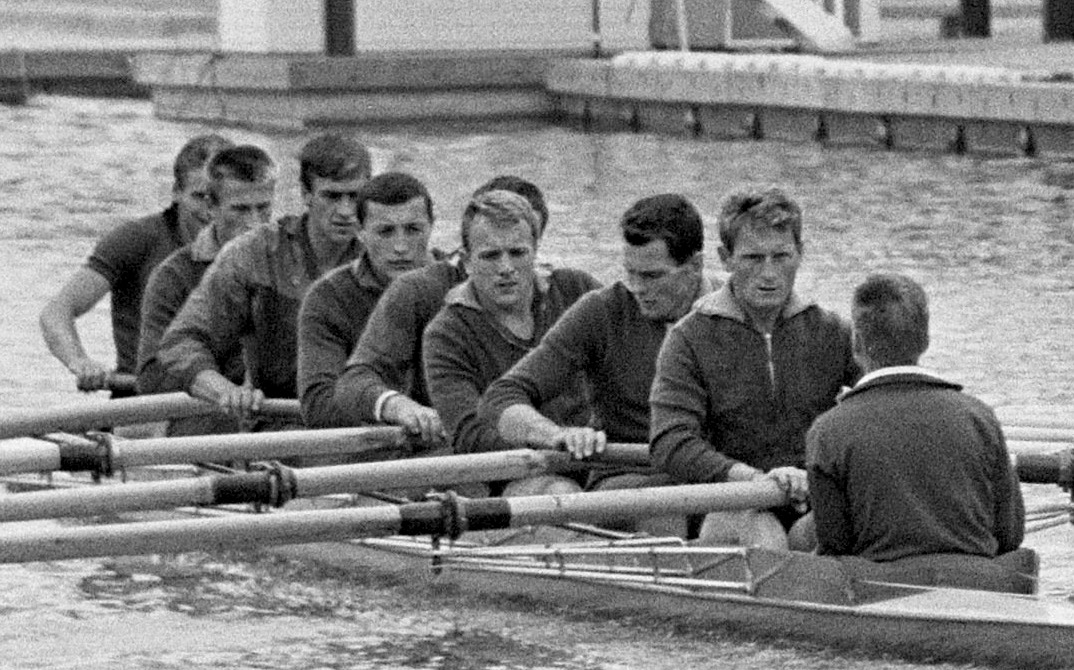
Der sowjetische Achter bei den Europameisterschaften 1964, Briedis ist der vierte Ruderer von rechts (mit Blick zur Kamera), der erste (mit dem Rücken zur Kamera) ist Steuermann Juri Lorenzson.

Julius Vytautas Briedis (* 27. August 1940 in Nausėdžiai, Litauische SSR; † 22. September 2019 in Vilnius, Litauen) war ein sowjetischer Ruderer, der 1968 eine olympische Bronzemedaille gewann.

## Sportliche Karriere
Der 1,89 m große Vytautas Briedis von Žalgiris Vilnius gewann mit dem sowjetischen Achter die Silbermedaille bei den Weltmeisterschaften 1962 in Luzern hinter dem Deutschland-Achter. Auch bei den Europameisterschaften 1963 und 1964 erkämpfte Briedis mit dem sowjetischen Achter die Silbermedaille hinter dem deutschen Boot.
Bei den Olympischen Spielen 1964 in Tokio gewannen die Boote aus Deutschland, der Tschechoslowakei und der Sowjetunion die Vorläufe, drei weitere Boote erreichten über die Hoffnungsläufe den Endlauf. Im Finale belegte der sowjetische Achter den fünften Platz mit über fünf Sekunden Rückstand auf die drittplatzierten Tschechoslowaken.
Bei den Olympischen Spielen 1968 in Mexiko-Stadt ruderte Briedis wie vier Jahre zuvor im sowjetischen Achter. Im Vorlauf belegte der sowjetische Achter den dritten Platz hinter den Booten aus Neuseeland und der DDR. Mit einem zweiten Platz hinter Australien erreichte die Crew das Finale. Dort siegte der Deutschland-Achter mit einer knappen Sekunde vor den Australiern, eine weitere Sekunde dahinter erkämpfte die sowjetische Mannschaft die Bronzemedaille.
Briedis gewann von 1961 bis 1965 sowie 1969 sechs sowjetische Meistertitel im Rudern, 1966 und 1967 war er Zweiter und 1970 Dritter. Nach seiner Karriere war Briedis als Rudertrainer und Funktionär tätig, zunächst bei Dinamo Vilnius und im litauischen Ruderverband. Ab 1990 war er im litauischen Sportverband und später Direktor des Zentrums des olympischen Sports.